# Elfreth's Alley

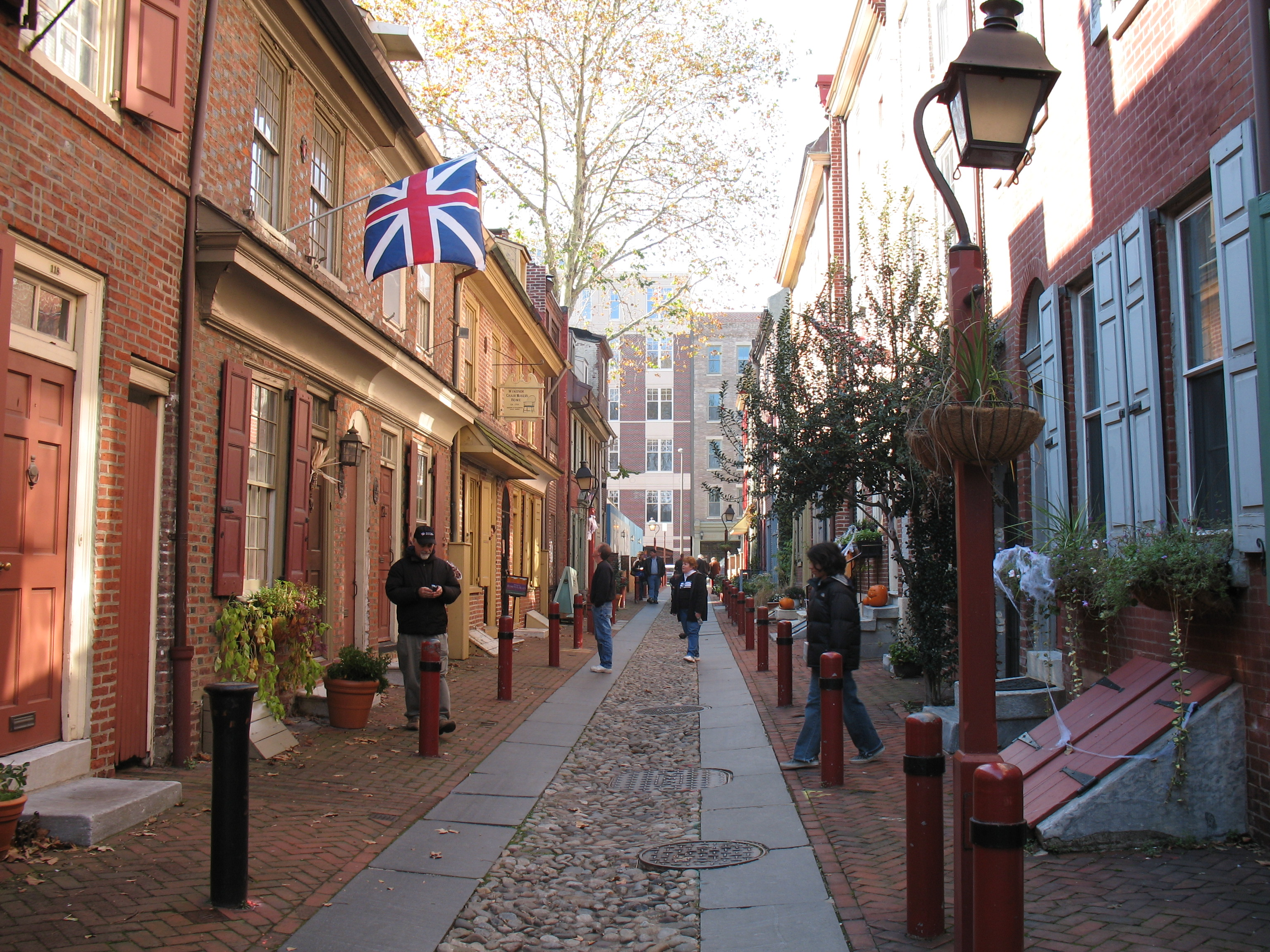
Elfreth's Alley

Elfreth's Alley est la plus ancienne rue de la ville de Philadelphie (début du XVIIIe siècle), dans l'État de Pennsylvanie aux États-Unis. Elle se trouve près de Second, Arch et Race Streets dans le quartier d'Old City. Son nom vient de Jeremiah Elfreth, un artisan qui vivait à Philadelphie au XVIIIe siècle. Les maisons accolées sont en briques et sont construites dans le style georgien et fédéral. La rue est classée National Historic Landmark. Elle attire de nombreux touristes.

### Sources
- (en) Cet article est partiellement ou en totalité issu de l’article de Wikipédia en anglais intitulé « Elfreth's Alley » (voir la liste des auteurs).